# 北京市广渠门中学
北京市广渠门中学，主校区位于北京市东城区白桥大街甲1号，是一所全日制完全中学，始建于1954年，前身为北京市女子第十五中学，现为北京市示范性普通高中。
广渠门中学现有24个初中教学班，26个高中教学班。1995年9月开设中国首个“宏志班”，招收家庭贫困而品学兼优的应届初中毕业生，班名取“宏图寄党恩，志远为国强”之意。
广渠门中学现任校长为李志伟。